# Сен-Жан-де-Мор'єнн
Сен-Жан-де-Мор'є́нн (фр. Saint-Jean-de-Maurienne) — муніципалітет у Франції, у регіоні Овернь-Рона-Альпи, департамент Савоя. Населення — 7536 осіб (01.01.2021).
Муніципалітет розташований на відстані близько 500 км на південний схід від Парижа, 130 км на південний схід від Ліона, 50 км на південний схід від Шамбері.

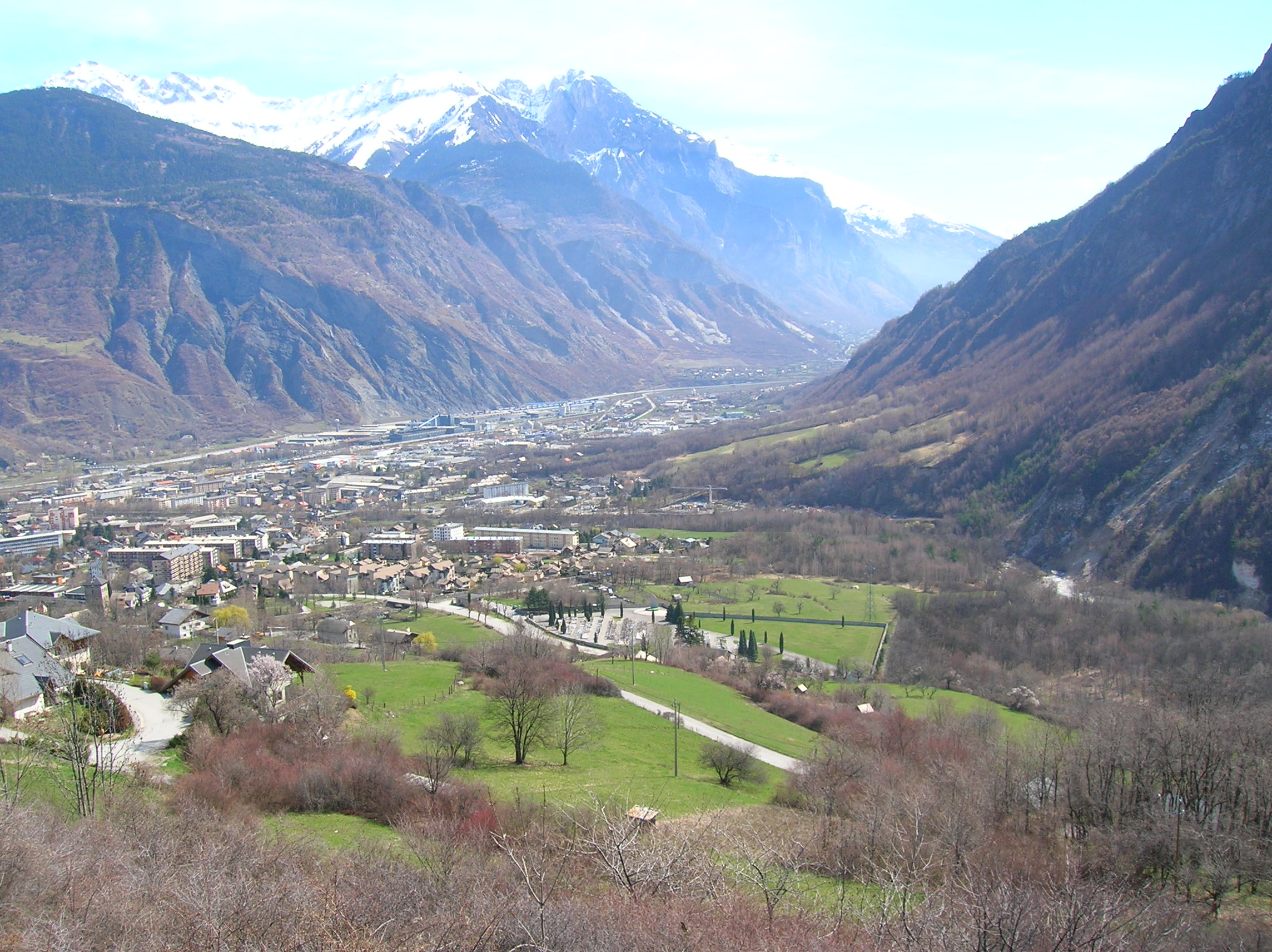

## Історія
До 2015 року муніципалітет перебував у складі регіону Рона-Альпи. Від 1 січня 2016 року належить до нового об'єднаного регіону Овернь-Рона-Альпи.

## Демографія
Динаміка населення (Ehess і INSEE ):
Розподіл населення за віком та статтю (2006):
| Стать | Всього | До 15 років | 15-24 | 25-44 | 45-64 | 65-85 | Понад 85 |
| --- | ------ | ----------- | ----- | ----- | ----- | ----- | -------- |
| Чоловіки | 4089   | 651         | 565   | 1107  | 1074  | 648   | 44       |
| Жінки | 4586   | 817         | 363   | 1133  | 1114  | 949   | 210      |
| \| Статево-вікова піраміда \| Статево-вікова піраміда \| Статево-вікова піраміда \| \| ----------------------- \| ----------------------- \| ----------------------- \| \| Чоловіки \| Вік \| Жінки \| \| 44 \| 85 + \| 210 \| \| 125 \| 80-84 \| 186 \| \| 137 \| 75-79 \| 235 \| \| 209 \| 70-74 \| 270 \| \| 177 \| 65-69 \| 258 \| \| 164 \| 60-64 \| 209 \| \| 296 \| 55-59 \| 298 \| \| 271 \| 50-54 \| 316 \| \| 343 \| 45-49 \| 291 \| \| 294 \| 40-44 \| 404 \| \| 269 \| 35-39 \| 208 \| \| 284 \| 30-34 \| 270 \| \| 260 \| 25-29 \| 251 \| \| 246 \| 20-24 \| 159 \| \| 319 \| 15-20 \| 204 \| \| 247 \| 10-14 \| 290 \| \| 188 \| 5-9 \| 273 \| \| 216 \| 0-4 \| 254 \| |        |             |       |       |       |       |          |
| Статево-вікова піраміда |        |             |       |       |       |       |          |
| Чоловіки | Вік    | Жінки       |       |       |       |       |          |
| 44 | 85 +   | 210         |       |       |       |       |          |
| 125 | 80-84  | 186         |       |       |       |       |          |
| 137 | 75-79  | 235         |       |       |       |       |          |
| 209 | 70-74  | 270         |       |       |       |       |          |
| 177 | 65-69  | 258         |       |       |       |       |          |
| 164 | 60-64  | 209         |       |       |       |       |          |
| 296 | 55-59  | 298         |       |       |       |       |          |
| 271 | 50-54  | 316         |       |       |       |       |          |
| 343 | 45-49  | 291         |       |       |       |       |          |
| 294 | 40-44  | 404         |       |       |       |       |          |
| 269 | 35-39  | 208         |       |       |       |       |          |
| 284 | 30-34  | 270         |       |       |       |       |          |
| 260 | 25-29  | 251         |       |       |       |       |          |
| 246 | 20-24  | 159         |       |       |       |       |          |
| 319 | 15-20  | 204         |       |       |       |       |          |
| 247 | 10-14  | 290         |       |       |       |       |          |
| 188 | 5-9    | 273         |       |       |       |       |          |
| 216 | 0-4    | 254         |       |       |       |       |          |

## Персоналії
- П'єр Бальмен (1914—1982) — французький кутюр'є, модельєр, дизайнер, засновник модного будинку Balmain
- Жан-Батіст Гранж (*1984) — чемпіон світу з гірськолижного спорту.

## Економіка
2010 року серед 5078 осіб працездатного віку (15—64 років) 3735 були активними, 1343 — неактивними (показник активності 73,6%, у 1999 році було 71,1%). З 3735 активних мешканців працювала 3341 особа (1787 чоловіків та 1554 жінки), безробітними було 394 (215 чоловіків та 179 жінок). Серед 1343 неактивних 355 осіб було учнями чи студентами, 522 — пенсіонерами, 466 були неактивними з інших причин.

У 2010 році в муніципалітеті числилось 3885 оподаткованих домогосподарств, у яких проживали 8302,5 особи, медіана доходів виносила 18 107 євро на одного особоспоживача